# Етнічний віночок
Етнічний віночок — низка всеукраїнських фестивалів міжнародної дитячої та юнацької творчості. Заходи проходять в Україні та Болгарії.  

## Проведення
На заході відбувається урочиста хода та концерт представників більш ніж 40 національностей, що проживають в Україні. В гостях є художні колективи із Канади, Польщі, Молдови, Великої Британії, Нідерландів, Литви, Ізраїлю, Китаю, Туреччини, Узбекистану, Австралії.
Співзасновницею та ведучею фестивалю є Наталія Кудряшова.

## Мета заходів
Головним завданнями заходів є: 
- Показати, що Україна багатонаціональна та мультикультурна держава, в якій немає місця нацизму, шовінізму, та расизму, де до кожної культури світу ставляться з повагою.
- Познайомити українців із творчістю національно-культурних громад України та інших національностей, а їм продемонструвати культуру України.
- Зібрати кошти на допомогу для ЗСУ.

## Категорії
Фестиваль проводиться за шістьома віковими категоріями: 
1. 4 — 7 років
2. 8 — 11 років
3. 12 — 14 років
4. 15 — 17 років
5. Молодь від 18 років та дорослі
6. Змішана

## Умови участі[1]

### Номінація «Вокал»
У цій номінації беруть участь солісти, ансамблі та колективи, що представляють різні стилі та жанри вокального мистецтва. Кожен учасник подає на розгляд два твори, що відповідають творчим та жанровим особливостям виконавців. Тривалість виконання кожного твору не повинна перевищувати чотирьох хвилин. Виконання можливе акапельно, з живим супроводом, або з використанням фонограми типу «мінус один» (без записаної партії соліста). Заборонено виконання творів російською мовою та російських авторів.
Виступи оцінюються за такими критеріями: чистота інтонування, вокальна майстерність, якість супроводу, відповідність репертуару виконавським можливостям, емоційність виступу, сценічна культура та естетика зовнішнього вигляду.

### Номінація «Інструментальне мистецтво»
До участі допускаються солісти, ансамблі та колективи, що виконують музику на будь-яких музичних інструментах. Учасники подають два твори, які підкреслюють їхню виконавську самобутність та відповідають їхній стилістиці. Тривалість виконання кожного твору — до чотирьох хвилин. Виконання може бути як «живим» (без фонограми), так і з використанням фонограми типу «мінус один» (без записаної партії соліста). Російська музика до участі не допускається.
Журі оцінює виступи за відповідністю інтонаційним, стильовим і жанровим особливостям твору, майстерністю виконання, відчуттям характеру музики, культурою гри та сценічною культурою виконавців.

### Номінація «Хореографічне мистецтво»
До участі запрошуються хореографічні колективи та окремі виконавці різних стилів і жанрів танцю, включаючи класичний, народний, бальний та сучасний танець. Учасники представляють два танцювальні номери тривалістю до чотирьох хвилин кожен.
Класичні колективи виконують постановки з класичного репертуару, народні колективи — фольклорні, сюжетні або стилізовані танці, колективи бального танцю — номери в жанрах європейських, латиноамериканських або історичних танців. Сучасна хореографія включає будь-які напрями сучасного танцю, зокрема спортивного.
Журі оцінює оригінальність постановки, відповідність жанровій танцювальній лексиці, майстерність виконавців, естетику костюмів та реквізиту, артистизм та якість музичного супроводу. Заборонено використання російських творів та творів російською мовою.

### Номінація «Циркове мистецтво»
Номінація «Циркове мистецтво» запрошує циркові колективи та окремих виконавців, які представляють два номери або постановки у різних жанрах циркового мистецтва. Кожен виступ триває до чотирьох хвилин і повинен дотримуватися правил техніки безпеки. Оцінка включає технічний рівень майстерності, творчий підхід до вибору матеріалу, артистизм, сценічну культуру та оригінальність номера. Важливим критерієм є дотримання техніки безпеки. Фонограми із використанням російських творів або творів російською мовою заборонені.

### Номінація «Літературна творчість»
У номінації «Літературна творчість» беруть участь автори та виконавці, які представляють два твори (проза, поезія тощо), написані українською або іншою мовою, у різних жанрах. Твори можуть бути виконані зі сцени протягом чотирьох хвилин кожен. Оцінка виступів базується на творчій унікальності, розкритті теми, оригінальності художніх образів, мовній досконалості. Виконавці-читці можуть виступати з двома творами з різних жанрів літератури, які можуть бути виконані як напам'ять, так і з текстом. Використання творів російською мовою заборонене.

### Номінація «Театральне мистецтво»
До участі у номінації запрошуються виконавці та театральні колективи всіх жанрів, а також театри мод. Вони представляють фрагмент твору (до десяти хвилин), дефіле або монолог чи вірш. Оцінка колективних виступів ґрунтується на художньому рівні репертуару, режисерському задумі, виконавській майстерності, якості сценографії та костюмів, використанні технічних засобів, дикції та сценічній культурі. Виконання творів російських авторів та російською мовою заборонене.

## Оцінювання учасників
Журі оцінює виступ учасників.
Список журі:
- Голова журі — Гурбаналі Гасан-огли Аббасов.

- Члени жюрі — Наталія Кудряшова та Людмила Надраєва.